# Phlomis tenorei
Phlomis tenorei là một loài thực vật có hoa trong họ Hoa môi. Loài này được Soldano miêu tả khoa học đầu tiên năm 1992 publ. 1993.